# Lista de obras de Salvador Dalí
Salvador Dalí (1904-1989) pintor catalão, produziu mais de 1 500 pinturas em sua carreira, além de ilustrações para livros, litografias, desenhos e trajes de cenários, um grande número de desenhos, dezenas de esculturas e vários outros projetos, incluindo um cartoon para Walt Disney.

## Ordem cronólogica de obras notórias

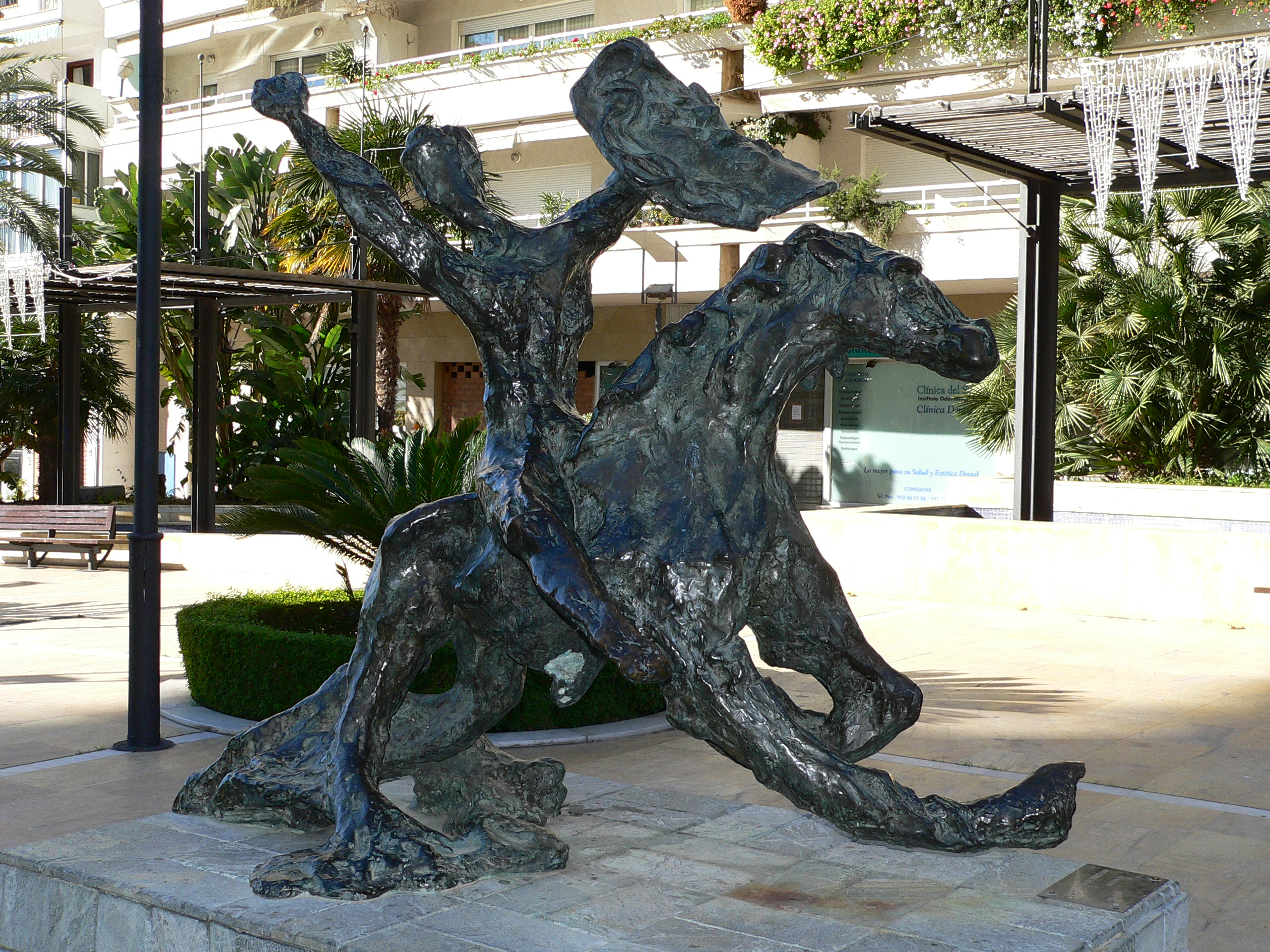
Caballo con jinete tropezando.

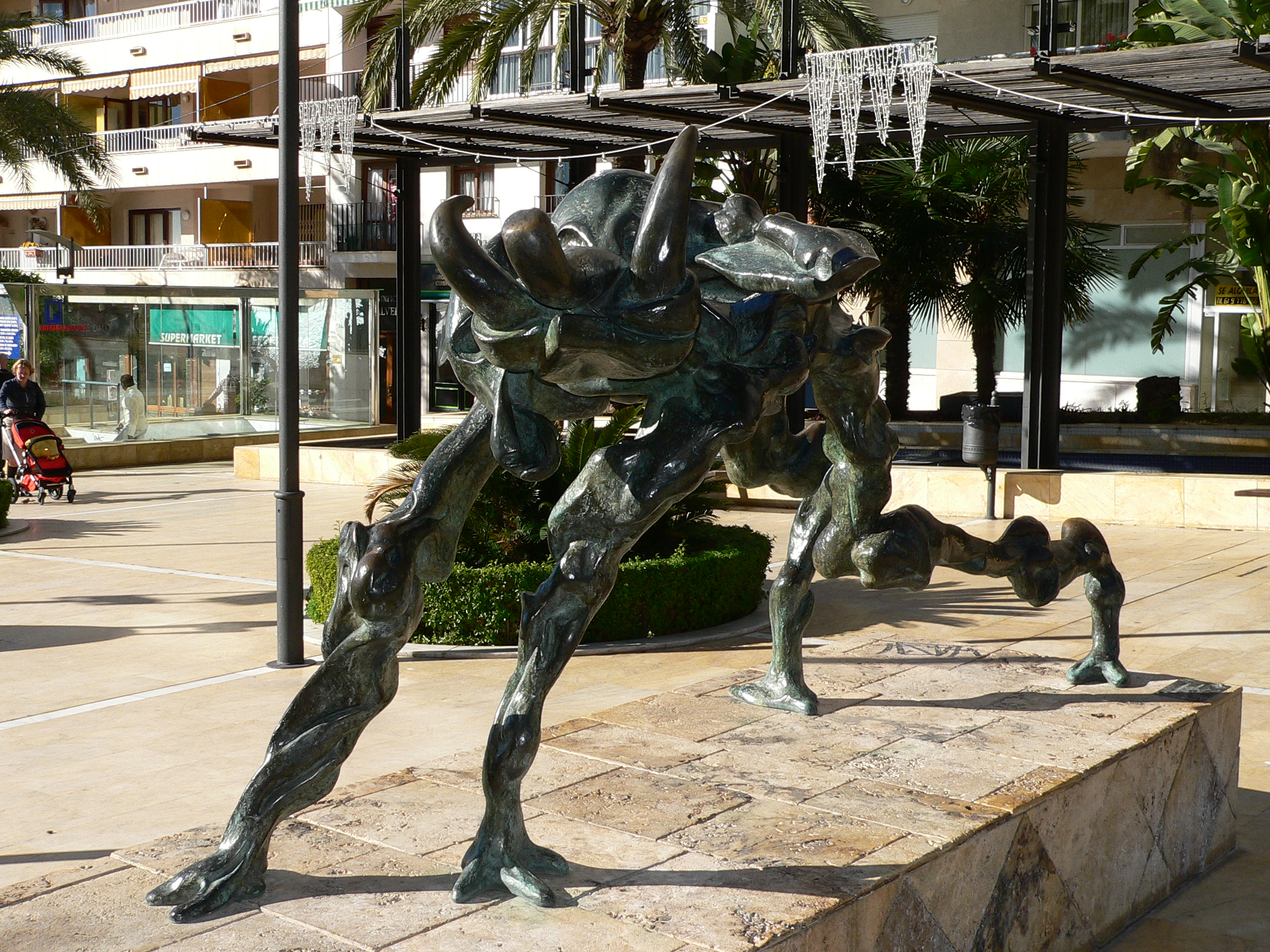
Elefante cósmico.

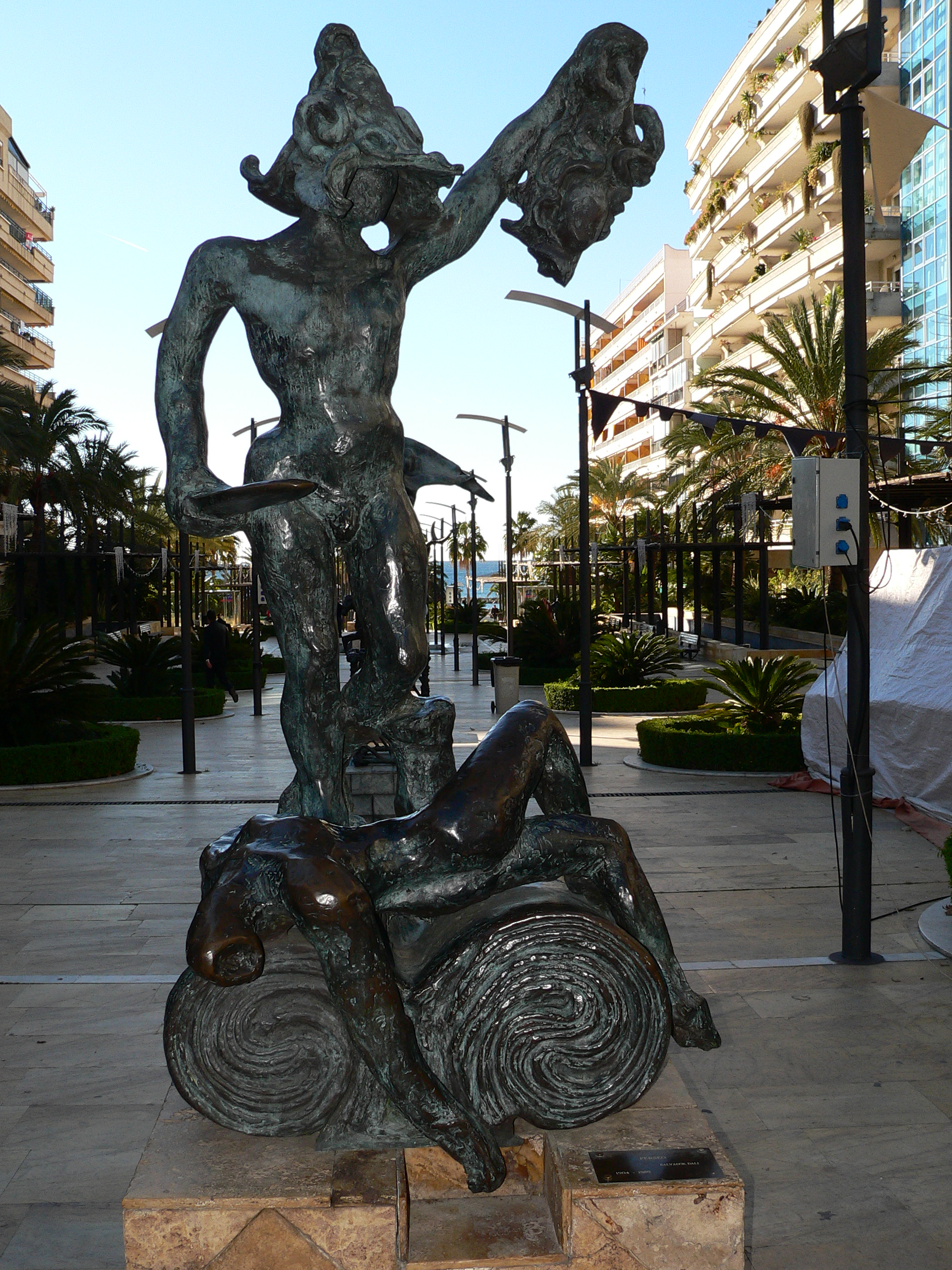
Perseo.

- 1922 Cabaret Scene e Night Walking Dreamew
- 1923 Self Portrait with L'Humanite e Cubist Self Portrait with La Publicitat
- 1924 Still Life (Syphon and Bottle of Rum) (para Federico García Lorca) e Retrato de Luis Buñuel
- 1925 Large Harlequin and Small Bottle of Rum, e uma série de belos retratos da sua irmã Ana Maria, especialmente Rapariga de pé à varanda
- 1926 Basket of Bread e Girl from Figueres
- 1927 Composition With Three Figures (Neo-Cubist Academy) e Honey is Sweeter Than Blood (his first important Surrealist work)
- 1929 O Grande Masturbador e Os Primeiros Dias da Primavera
- 1931 A Persistência da Memória (o seu trabalho mais famoso), A Velhice de Guilherme Tell, e Guilherme Tell e Gradiva
- 1932 O Espectro do Sex Appeal, O Nascimento dos Desejos Líquidos, Pão-antropomorfo catalão e Ovos Estrelados sem o Prato. O Homem Invisível (começado em 1929) e completado em 32 (se bem que não satisfazendo Dalí).
- 1933 Retrospective Bust of a Woman (mixed media sculpture collage) , Gala Com Duas Costeletas de Carneiro em Equilíbrio Sobre o Seu Ombro, O Anjo Arquitectónico de Millet
- 1936 Canibalismo de Outono e Construção Mole com Feijões Cozidos (Premonição da Guerra Civil).
- 1938 España 1938.
- 1937 Metamorfose de Narciso e Girafa em Chamas
- 1940 A Face da Guerra
- 1943 Poesia das Américas ou Os Atletas Cósmicos e Criança geopolítica observando o nascimento do homem novo
- 1944 Galarina e Sonho Causado Pelo Voo de uma Abelha ao Redor de Uma Romã um Segundo Antes de Acordar
- 1945, A Cesta do Pão e Fountain of Milk Flowing Uselessly on Three Shoes Neste ano, Dalí colaborou com Alfred Hitchcock numa sequência onírica para o filme Spellbound, que resultou em insatisfação mútua.
- 1946 A Tentação de Santo Antônio
- 1949 Leda Atómica e A Madona de Portlligat. Neste ano, Dalí regressou à Catalunha.
- 1951 Cristo de São João da Cruz e Cabeça Rafaelesca Estalando
- 1954 Crucificação ("Corpus Hypercubus") e Young Virgin Auto-Sodomized by the Horns of Her Own Chastity
- 1955 The Sacrement of the Last Supper
- 1956 Natureza-Morta Viva
- 1958 Rosa Meditativa
- 1959 A Descoberta da América por Cristóvão Colombo
- 1960 Dalí iniciou o trabalho no Teatro-Museo Gala Salvador Dalí
- 1967 Tuna Fishing
- 1969 logotipo da empresa Chupa Chups
- 1970 Toureiro Alucinógeno
- 1972 La Toile Daligram
- 1976 Gala Contemplando o Mar
- 1977 Dalí Lifting the Skin of the Mediterranean Sea to Show Gala the Birth of Venus (par estereoscópico de quadros)
- 1983 Dalí concluiu o seu último quadro, The Swallow's Tail

## escultura
| Imagem | Nome da obra         | Data de criação | Coleção                           |
| ------ | -------------------- | --------------- | --------------------------------- |
|        | Rainy Taxi           | 1938            | Teatro-Museu Dalí                 |
|        | Telefone-lagosta     | 1936            | Instituto de Artes de Minneapolis |
|        | São Jorge e o dragão | 1984            | Castelo de Pommard                |

## pintura
| Imagem | Nome da obra                                                                          | Data de criação | Coleção                                   |
| ------ | ------------------------------------------------------------------------------------- | --------------- | ----------------------------------------- |
|        | A Tentação de Santo Antão                                                             | 1946            | Museus Reais de Belas-Artes da Bélgica    |
|        | Leda atômica                                                                          | 1949            | Fundação Gala-Salvador Dalí               |
|        | Girafa em Chamas                                                                      | 1937            | Emanuel Hoffmann-Stiftung                 |
|        | Canibalismo de Outono                                                                 | 1936            | Tate                                      |
|        | O Grande Masturbador                                                                  | 1929            | Museu Nacional Centro de Arte Reina Sofia |
|        | Sonho Causado Pelo Voo de uma Abelha ao Redor de Uma Romã um Segundo Antes de Acordar | 1944            | Museu Thyssen-Bornemisza                  |
|        | A Descoberta da América por Cristóvão Colombo                                         | década de 1950  | Museu Salvador Dalí                       |
|        | Shirley Temple, O Mais Jovem, Mais Sagrado Monstro do Cinema de Seu Tempo             | 1939            | Museum Boymans-van Beuningen              |
|        | Toureiro Alucinógeno                                                                  | 1970            | Museu Salvador Dalí                       |
|        | Metamorfose de Narciso                                                                | 1938            | Tate                                      |
|        | Paisagem Perto das Figueiras                                                          | 1912            | Museu Salvador Dalí                       |
|        | Natureza-Morta Viva                                                                   | 1956            | Museu Salvador Dalí                       |
|        | Crucificação                                                                          | 1954            | Metropolitan Museum of Art                |
|        | A Face da Guerra                                                                      | 1940            | Museum Boymans-van Beuningen              |
|        | Vilabertran                                                                           | 1913            | No/unknown value                          |
|        | Criança geopolítica observando o nascimento do homem novo                             | 1943            | Museu Salvador Dalí                       |
|        | Rosa Meditativa                                                                       | 1958            | No/unknown value                          |
|        | Retrato do violoncelista Ricardo Pichot                                               | 1920            | No/unknown value                          |
|        | Retrato de meu pai                                                                    | 1920            | Teatro-Museu Dalí                         |
|        | Os Elefantes                                                                          | 1948            | No/unknown value                          |
|        | Gala Contemplando o Mar                                                               | 1975            |                                           |
|        | O Espectro do Sex Appeal                                                              | 1934            | Teatro-Museu Dalí                         |
|        | Os Dois Balcões                                                                       | 1929            | Museu da Chácara do Céu                   |
|        | Os Primeiros Dias da Primavera                                                        | 1929            |                                           |
|        | Ovos Estrelados sem o Prato                                                           | 1932            | Museu Salvador Dalí                       |
|        | Pão-antropomorfo catalão                                                              | 1932            | Fundação Gala-Salvador Dalí               |
|        | O Nascimento dos Desejos Líquidos                                                     | década de 1930  | Museu Solomon R. Guggenheim               |
|        | Paisagem de Cap de Creus                                                              | 1918            | Museu Abelló                              |
|        | Natureza morta                                                                        | 1923            | Museu Nacional Centro de Arte Reina Sofia |
|        | Natureza morta                                                                        | 1918            | Museu Nacional Centro de Arte Reina Sofia |
|        | Nua                                                                                   | 1924            | Museu Nacional Centro de Arte Reina Sofia |
|        | Composição abstrata                                                                   | 1928            | Museu Nacional Centro de Arte Reina Sofia |
|        | Natura morta                                                                          | 1926            | Museu Nacional Centro de Arte Reina Sofia |
|        | Arlequim                                                                              | 1926            | Museu Nacional Centro de Arte Reina Sofia |
|        | Quatro mulheres de pescadores em Cadaqués                                             | 1928            | Museu Nacional Centro de Arte Reina Sofia |
|        | As Meninas (obra estereoscópica)                                                      | 1976            | Museu Nacional Centro de Arte Reina Sofia |
|        | Estudo para um projeto                                                                | 1941            | Museu Nacional Centro de Arte Reina Sofia |
|        | O Arco-íris                                                                           | 1972            | Centro M.T. Abraham de Artes Visuais      |
|        | A Persistência da Memória                                                             | 1931            | Museu de Arte Moderna                     |
|        | Cristo de São João da Cruz                                                            | 1951            | Museu e Galeria de Arte de Kelvingrove    |
|        | A Última Ceia                                                                         | 1955            | Galeria Nacional de Arte                  |
|        | Construção mole com feijões fervidos                                                  | 1936            | Museu de Arte de Filadélfia               |